# سوانت راسموون
سوانت راسموون (انگلیسی: Svante Rasmuson؛ زادهٔ ۱۸ نوامبر ۱۹۵۵) ورزشکار ورزش شنا اهل سوئد است.
وی در مسابقات کشوری و بین‌المللی در مجموع برندهٔ ۱ مدال نقره، ۱ مدال برنز شده‌است.